# 1 Batalion Czołgów im. płk. Józefa Koczwary
1 Batalion Czołgów im. płk. Józefa Koczwary 19. Lubelskiej Brygady Zmechanizowanej im. gen. dyw. Franciszka Kleeberga (1 bcz 19 BZ) – pododdział Wojsk Pancernych Sił Zbrojnych RP.
Batalion został sformowany w 1993 roku na podstawie zarządzenia nr 056/Org. z dnia 24 czerwca 1993 roku szefa Sztabu Generalnego Wojska Polskiego w składzie 14 Brygady Pancernej Ziemi Przemyskiej.
Stacjonuje w Żurawicy ul. Wojska Polskiego 22.
Od 2002 do 2022 r. jednostka znajdowała się w składzie 21 Brygady Strzelców Podhalańskich, a od 29 grudnia 2022 w składzie 19 Lubelskiej Brygady Zmechanizowanej.
W 2009 roku 1 bcz podpisał porozumienie o współpracy z gminą Żurawica.

## Tradycje batalionu
Na podstawie decyzji Nr 235/MON z dnia 20 czerwca 2011 patronem batalionu ustanowiono płk Józefa Koczwarę, a dzień święta jednostki wyznaczono na 11 maja, w rocznicę nadania sztandaru.
Na podstawie tej samej decyzji batalion jest spadkobiercą tradycji:
- 1 pułku czołgów (1919–1921);
- 2 batalionu czołgów (1921–1923);
- 1 pułku czołgów (1923–1930);
- 2 batalionu czołgów (1930–1931);
- 2 pułku pancernego (1931–1933);
- 2 batalionu czołgów i samochodów pancernych (1933–1935);
- 2 batalionu pancernego (1935–1939).

## Symbole batalionu
Decyzją Nr 129/MON Ministra Obrony Narodowej z dnia 18 kwietnia 2011 wprowadzono oznakę rozpoznawczą 1 batalionu czołgów 21 Brygady Strzelców Podhalańskich.
Decyzją Nr 414/MON Ministra Obrony Narodowej z dnia 3 listopada 2011 wprowadzono odznakę pamiątkową batalionu.
Decyzją Nr 16/MON Ministra Obrony Narodowej z dnia 31 stycznia 2012 roku wprowadzono proporczyk na beret 1. bcz.
Decyzją Nr 84/MON Ministra Obrony Narodowej z dnia 23 sierpnia 2023 wprowadzono nowe insygnia baonu (po przejściu do 19 BZ): oznaki rozpoznawcze i  proporczyk na beret.

Insygnia batalionu w składzie 21 BSP (2011–2022)
Odznaka pamiątkowa
Oznaka rozpoznawcza
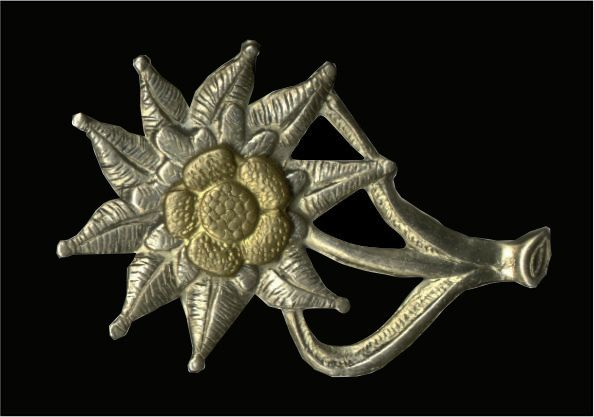
Proporczyk na beret

Insygnia batalionu w składzie 19 BZ (od 2023)
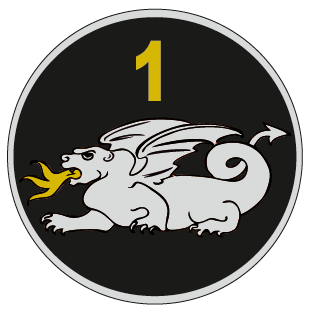
Oznaka rozpoznawcza na mundur wyjściowy
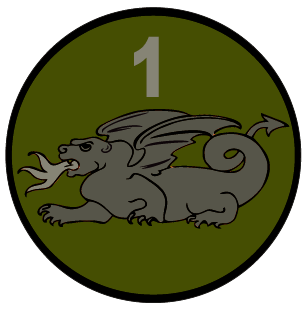
Oznaka rozpoznawcza na mundur polowy
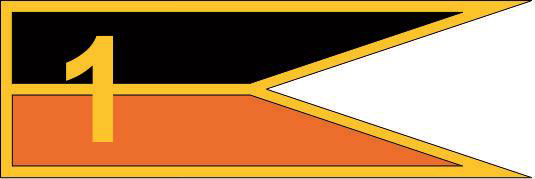
Proporczyk na beret

## Dowódcy
- mjr/ppłk Robert Rettinger (1993 – 14 grudnia 2003)
- mjr/ppłk Paweł Warda (15 grudnia 2003 – 1 lipca 2007)
- ppłk Bogdan Wójcik (2 lipca 2007 – 19 czerwca 2011)
- ppłk Rafał Kowalik[8] (16 sierpnia 2011 – 30 września 2014)
- ppłk Wiesław Szczepankiewicz (1 października 2014 – 31 marca 2019)
- ppłk Rafał Kluz (17 maja 2019 – 25 czerwca 2023)
- ppłk Marcin Komorek[9] (26 czerwca 2023 – nadal)

## Struktura
- dowództwo 1 bcz
- kompania dowodzenia
- kompania logistyczna
- 1 kompania czołgów
- 2 kompania czołgów
- 3 kompania czołgów
- 4 kompania czołgów